# アメリカ陸軍eスポーツ
アメリカ陸軍eスポーツ（アメリカりくぐんイースポーツ、U.S. Army Esports）は、アメリカ陸軍が後援するeスポーツチーム。
チームは現役兵士と予備役兵士で構成されている。このチームがプレイするゲームには、コール オブ デューティ、フォートナイト、League of Legends、オーバーウォッチ、マジック:ザ・ギャザリングが含まれている。
アメリカ陸軍訓練教義コマンド隷下の陸軍募集コマンドが統括しており、主にeスポーツを通じた広報とリクルートが主な目的である。